# Kuriłowo (obwód kałuski)
Kuriłowo (ros. Жерелево) – wieś (sieło) w Rosji, w obwodzie kałuskim, w rejonie żukowskim. W 2021 liczyła 64 mieszkańców.